# Massimiliano Caputo
Massimiliano Caputo (Napoli, 10 settembre 1980) è un ex calciatore italiano, di ruolo attaccante.

## Carriera

### Giocatore
Iniziò alle giovanili del Brescia, dopo aver superato un provino a dieci anni. Fece parte della primavera delle Rondinelle, guidate dal tecnico Stefano Bonometti, che puntò su di lui. Negli ultimi due campionati Primavera coi lombardi, segnò 22 reti e si rese protagonista al Torneo di Viareggio, siglando 3 marcature decisive in 4 gare complessive.
Aggregato in prima squadra, esordisce in Serie B il 6 giugno 1999: l'allenatore Silvio Baldini lo mandò in campo in luogo di Omar Forlani a inizio secondo tempo della gara persa 2-1 con la Reggiana. Durante l'esperienza bresciana, seguirono altre sei presenze cadette, prima della sua temporanea cessione all'Ascoli in Serie C1; la formazione marchigiana era alla ricerca del sostituto di Eddy Baggio e puntò sul giovane talento napoletano. Debuttò in Serie C1 a gara in corso con la Nocerina, realizzando il gol vittoria (finale: 3-2).
Tornato a Brescia, fu ceduto all'AlbinoLeffe. Seguì un nuovo prestito, l'estate successiva, al Livingston, squadra di Scottish Premier League, massima divisione scozzese. Debuttò il 28 luglio, subentrando a David Fernández nei minuti finali della vittoriosa gara con gli Hearts (2-1). Rientrato in Italia a fine stagione, giocò la sua prima gara in Serie A col Brescia, sostituendo Dario Dainelli nella sconfitta casalinga col Piacenza (1-2).
Successivamente, non fu più impiegato e in inverno fu ceduto al Sora. Esordì il 9 febbraio 2003, nello 0-0 col Taranto. La settimana seguente segnò alla Vis Pesaro, contribuendo al successo coi marchgiani (2-1); la stagione finì con la retrocessione in Serie C2. Seguì il trasferimento alla Salernitana, con cui giocò la prima gara l'11 settembre 2003, contro il suo ex club, l'Ascoli.
Dopo la parentesi granata, giocò un'altra stagione finita con la retrocessione in Serie C2 a Sora, prima di andare, il 3 settembre 2005, al Südtirol-Alto Adige in C2. Il debutto altoatesino arrivò il 16 ottobre, nello 0-0 con l'Ivrea. Quindici giorni dopo, segnò per la prima volta, siglando la marcatura alla Valenzana.
Nel 2006 passò in Serie C1 alla Juve Stabia. L'esordio arrivò il 3 settembre col Manfredonia (2-0). Il 24 ottobre, si sbloccò, realizzando una tripletta al Martina. Dopo la prima stagione alle Vespe, diventò capitano.
Il 19 agosto 2008 passò al Catanzaro in Serie C2, debuttando coi giallorossi il 31 agosto, nel 2-0 con l'Aversa Normanna. Segnò la prima volta nel derby col Vigor Lamezia, con tiro dal limite dell'area. Il 12 agosto 2009, rinnovò il suo contratto con la società calabrese, sulla base di un accordo triennale, ma qualche mese più tardi, il 13 gennaio 2010, risolse consensualmente il contratto. L'indomani, si accordò con la Cisco Roma, ed esordì il 17 gennaio sostituendo Babú nel successo sul Noicattaro (4-0). La sua prima rete laziale fu nell'1-1 al Barletta, il 13 febbraio 2010. A fine torneo, la squadra ottenne la promozione in Lega Pro Prima Divisione e cambiò nome in Atletico Roma; rimase a Roma un altro anno e a fine della successiva stagione, tornò a Salerno, dove la squadra granata con cui aveva giocato circa 10 anni prima, era appena fallita, ripartendo dalla Serie D. Grazie anche ai 9 gol che segnò, la squadra, sotto la guida di Carlo Perrone, vinse il girone e tornò nel calcio semi-professionistico dopo una stagione nei dilettanti. L'estate 2012, il Matera, in Serie D, lo ingaggiò. Esordì con la casacca lucana, con una doppietta. A fine stagione, nella quale tornò in doppia cifra, passò al Foligno, squadra neo retrocessa in Serie D, con cui concluse la carriera.
Dopo il ritiro, ha conseguito il patentino da allenatore.

## Palmarès

### Club

#### Competizioni nazionali
- Serie D: 1

Salerno: 2011-2012